# Zone altimetriche d'Italia

L'Italia per zone altimetriche

Quella per zone altimetriche è una ripartizione del territorio nazionale in zone omogenee derivanti dall'aggregazione di comuni contigui sulla base di valori soglia altimetrici  adottata in Italia dall’ISTAT  

## Definizione
L'ISTAT fino dal 1958 ripartisce il territorio italiano in zone altimetriche, con il criterio della inscindibilità del territorio comunale. Da tale criterio deriva che l'intero territorio del comune è stato attribuito all'una o all'altra zona altimetrica. Le eventuali isole amministrative presenti, che possono essere anche piuttosto lontane dal centro comunale, vengono quindi attribuite alla zona altimetrica che caratterizza il comune di appartenenza nel suo complesso.
Le tre zone sono montagna, collina e pianura, ed i comuni italiani vengono di norma assegnati ad una delle tre zone in base al loro livello altimetrico. La zona di montagna si caratterizza per la presenza di masse rilevate alte più di 600 metri nell'Italia settentrionale e più di 700 metri in quella centro-meridionale e insulare. La zona collinare presenta invece masse rilevate di altitudine inferiore alle due soglie sopra citate mentre la pianura è in generale caratterizzata dalla assenza di masse rilevate.
Le aree che ricadono all'interno delle zone altimetriche montagna e collina sono ulteriormente ripartite tra:
- montagna interna e montagna litoranea
- collina interna e collina litoranea.

Questa ulteriore suddivisione è stata introdotta per tener conto dell'influenza del mare sul clima delle zone costiere.

### Fonte dei dati e campo di osservazione
I dati di superficie comunale che entrano nel calcolo delle zone altimetriche vengono forniti ad Istat dagli uffici provinciali della Agenzia del territorio, i quali a loro volta li ricavano dalle mappe catastali in loro possesso (generalmente ad una scala di 1:2000). La superficie che viene considerata comprende i corpi idrici interni (laghi, fiumi e canali), mentre non viene considerata nel calcolo la superficie coperta dal mare.

### Variazioni nel tempo
Le superfici attribuite alle zone altimetriche possono variare nel tempo a causa di:
- affinamenti nel calcolo delle superfici comunali, ad esempio dovuti all'informatizzazione dei dati catastali;
- fenomeni di erosione, sedimentazione o bradisismo, che possono variare l'altimetria di porzioni del territorio oppure aggiungere o sottrarre superficie terrestre ad un dato comune;
- variazioni dei confini comunali, a seguito disposizioni di legge, che comportino il passaggio di territori tra comuni appartenenti a differenti zone altimetriche.[2]

## Ripartizione dell'Italia nelle diverse zone altimetriche
L'Italia presenta una prevalenza di zone collinari (il 41,6% del territorio), rispetto a zone montuose (il 35,2% del territorio) o a zone pianeggianti (23,2% del territorio).
Di seguito sono riportati i dati relativi ai tre tipi di zone nelle diverse regioni italiane.

### Zone collinari
Di seguito è riportata la superficie collinare di ciascuna regione italiana. La lista è ordinata in senso decrescente per superficie.
| Regione               | Superficie (ha) | Percentuale sul totale Italia |
| --------------------- | --------------- | ----------------------------- |
| Sardegna              | 1.635.208       | 13%                           |
| Sicilia               | 1.577.661       | 12,6%                         |
| Toscana               | 1.529.105       | 12,2%                         |
| Lazio                 | 929.116         | 7,4%                          |
| Puglia                | 876.585         | 7%                            |
| Piemonte              | 769.848         | 6,1%                          |
| Calabria              | 741.858         | 5,9%                          |
| Campania              | 690.038         | 5,5%                          |
| Marche                | 667.223         | 5,3%                          |
| Emilia-Romagna        | 599.301         | 4,8%                          |
| Umbria                | 598.002         | 4,8%                          |
| Basilicata            | 450.934         | 3,6%                          |
| Abruzzo               | 376.611         | 3%                            |
| Lombardia             | 296.362         | 2,4%                          |
| Veneto                | 266.285         | 2,1%                          |
| Molise                | 198.196         | 1,6%                          |
| Liguria               | 189.211         | 1,5%                          |
| Friuli-Venezia Giulia | 151.846         | 1,2%                          |
| Trentino-Alto Adige   | 0               | 0%                            |
| Valle d'Aosta         | 0               | 0%                            |
| Italia                | 12.543.390      | 100%                          |

### Zone montuose
Di seguito è riportata la superficie montuosa di ciascuna regione italiana. La lista è ordinata in senso decrescente per superficie.
| Regione               | Superficie (ha) | Percentuale sul totale Italia |
| --------------------- | --------------- | ----------------------------- |
| Trentino-Alto Adige   | 1.360.687       | 12,8%                         |
| Piemonte              | 1.098.677       | 10,4%                         |
| Lombardia             | 967.281         | 9,1%                          |
| Abruzzo               | 702.901         | 6,6%                          |
| Calabria              | 630.823         | 5,9%                          |
| Sicilia               | 628.636         | 5,9%                          |
| Toscana               | 577.047         | 5,4%                          |
| Emilia-Romagna        | 556.044         | 5,2%                          |
| Veneto                | 535.900         | 5,1%                          |
| Campania              | 469.771         | 4,4%                          |
| Basilicata            | 468.215         | 4,4%                          |
| Lazio                 | 449.174         | 4,2%                          |
| Liguria               | 352.813         | 3,3%                          |
| Friuli-Venezia Giulia | 334.223         | 3,1%                          |
| Sardegna              | 328.683         | 3,1%                          |
| Valle d'Aosta         | 326.322         | 3,1%                          |
| Marche                | 302.183         | 2,8%                          |
| Umbria                | 247.602         | 2,3%                          |
| Molise                | 245.569         | 2,3%                          |
| Puglia                | 28.657          | 0,3%                          |
| Italia                | 10.611.208      | 100%                          |

### Zone pianeggianti
Di seguito è riportata la superficie pianeggiante di ciascuna regione italiana. La lista è ordinata in senso decrescente per superficie.
| Regione               | Superficie (ha) | Percentuale sul totale Italia |
| --------------------- | --------------- | ----------------------------- |
| Lombardia             | 1.122.642       | 16,1%                         |
| Emilia-Romagna        | 1.056.964       | 15,1%                         |
| Veneto                | 1.036.937       | 14,9%                         |
| Puglia                | 1.031.338       | 14,8%                         |
| Piemonte              | 671.458         | 9,6%                          |
| Sardegna              | 445.098         | 6,4%                          |
| Sicilia               | 363.985         | 5,2%                          |
| Lazio                 | 342.478         | 4,9%                          |
| Friuli-Venezia Giulia | 299.579         | 4,3%                          |
| Campania              | 199.216         | 2,9%                          |
| Toscana               | 192.866         | 2,8%                          |
| Calabria              | 135.374         | 1,9%                          |
| Basilicata            | 80.312          | 1,2%                          |
| Molise                | 0               | 0%                            |
| Abruzzo               | 0               | 0%                            |
| Marche                | 0               | 0%                            |
| Umbria                | 0               | 0%                            |
| Liguria               | 0               | 0%                            |
| Trentino-Alto Adige   | 0               | 0%                            |
| Valle d'Aosta         | 0               | 0%                            |
| Italia                | 6.978.247       | 100%                          |

## Le regioni in cifre
| Regione               | % montagna | % collina | % pianura |
| --------------------- | ---------- | --------- | --------- |
| Abruzzo               | 65,1       | 34,9      | 0         |
| Basilicata            | 46,8       | 45,1      | 8         |
| Calabria              | 41,8       | 49,2      | 9         |
| Campania              | 34,6       | 50,8      | 14,7      |
| Emilia-Romagna        | 25,1       | 27,1      | 47,8      |
| Friuli-Venezia Giulia | 42,5       | 19,3      | 38,1      |
| Lazio                 | 26,1       | 54        | 19,9      |
| Liguria               | 65,1       | 34,9      | 0         |
| Lombardia             | 40,5       | 12,4      | 47,1      |
| Marche                | 31         | 69        | 0         |
| Molise                | 55,3       | 44,7      | 0         |
| Piemonte              | 43,3       | 30,3      | 26,4      |
| Puglia                | 1,4        | 45,3      | 53,3      |
| Sardegna              | 13,6       | 67,9      | 18,5      |
| Sicilia               | 24,4       | 61,4      | 14,2      |
| Toscana               | 25,1       | 66,5      | 8,4       |
| Trentino-Alto Adige   | 100        | 0         | 0         |
| Umbria                | 29,3       | 70,7      | 0         |
| Valle d'Aosta         | 100        | 0         | 0         |
| Veneto                | 29,1       | 14,5      | 56,4      |

## Zone altimetriche in grafici

Abruzzo
Basilicata
Calabria
Campania
Emilia-Romagna
Friuli-Venezia Giulia
Lazio
Liguria
Lombardia
Marche
Molise
Piemonte
Puglia
Sardegna
Sicilia
Toscana
Trentino-Alto Adige
Umbria
Valle d'Aosta
Veneto